# Felipe Castilho
Felipe Castilho (São Paulo, 12 de dezembro de 1985) é um escritor e roteirista brasileiro.
Foi indicado ao Prêmio Jabuti de 2017 com o quadrinho Savana de Pedra e em 2020 com o romance Serpentário. Escreve principalmente ficção especulativa, Fantasia e quadrinhos.

## Biografia
Felipe nasceu na capital paulista, em 1985. Aos oito anos já escrevia e ilustrava suas próprias histórias em quadrinhos. Cresceu em meio aos livros, principalmente os de Agatha Christie e de J. R. R. Tolkien, que serviram de inspiração para suas obras posteriores, principalmente de fantasia. A publicação no Brasil da saga O Senhor dos Anéis o incentivou a escrever seus próprios livros, aos 16 anos. Aos 20 começou a publicar ficção curta até receber o convite de uma editora para escrever algo infanto-juvenil. Seu primeiro livro foi Ouro, Fogo e Megabytes, publicado em 2012 pela Editora Gutenberg.
Ordem Vermelha, publicado pela editora Intrínseca em conjunto com a CCXP, é seu livro publicado de mais conhecido. O esboço dos personagens já existia quando Felipe foi chamado para criar um enredo e um universo que pudesse unir todos os elementos. Em 2019, lançou Serpentário, indicado na categoria de Romance de Entretenimento, do Prêmio Jabuti.

## Publicações
- Ordem Vermelha - Crianças do silêncio (Ordem Vermelha, #1), Intrínseca, 2023;
- Serpentário, Intrínseca, 2019;
- Futuros Malfeitos, Pretéritos Imperfeitos, Toca Livros, 2018;
- Desafiadores do Destino - Disputa por Controle, com Mauro Fodra e Mariane Gusmão, Avec, 2018;
- Ordem Vermelha - Filhos da degradação (Ordem Vermelha, #1), Intrínseca, 2017;
- Savana de Pedra, Astral Cultural, 2017;
- Ferro, Água e Escuridão (O legado folclórico #3), Gutenberg, 2015;
- Imagine zumbis na Copa, com Tainan Rocha, Giz Editorial, 2014;
- Prata, terra & lua cheia (O legado folclórico, #2), Gutenberg, 2013;
- Ouro, fogo & megabytes (O legado folclórico, #1), Gutenberg, 2012.